# Shimoda-Seilbahn

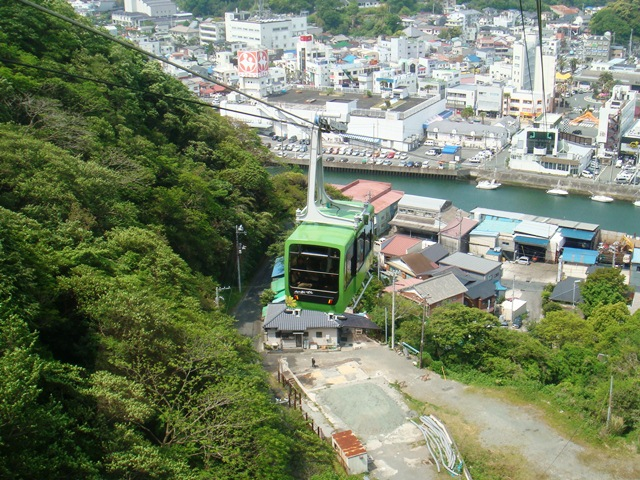
Blick auf die Stadt

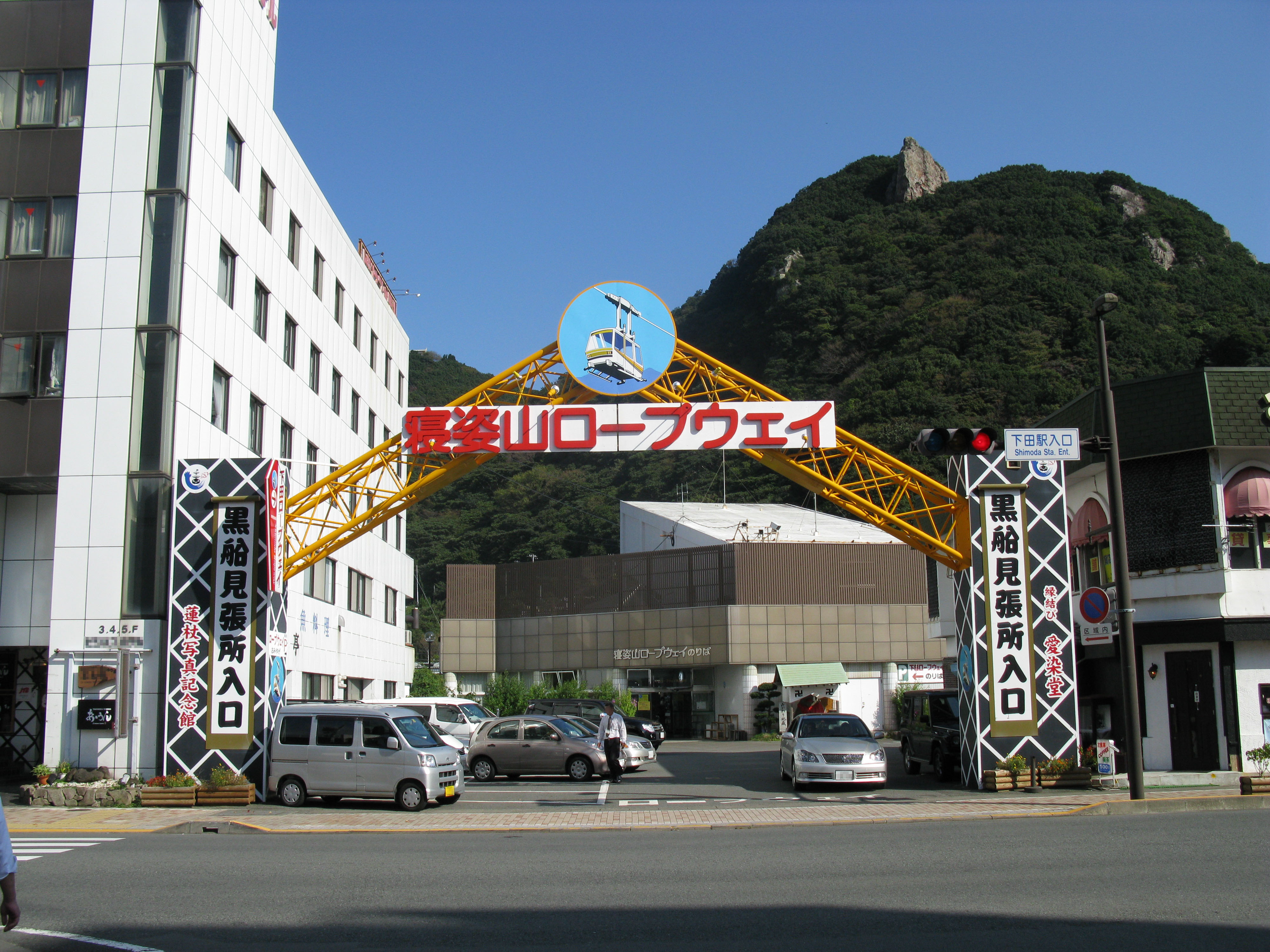
Talstation

Die Shimoda-Seilbahn (jap. 下田ロープウェイ, Shimoda Rōpuwēi; engl. Shimoda Ropeway) ist eine Luftseilbahn in Japan. Sie befindet sich auf dem Gebiet der Stadt Shimoda in der Präfektur Shizuoka, an der Ostküste der Izu-Halbinsel. Betrieben wird sie vom Unternehmen Izu Kyūkō, das zur Tokyu Group gehört.
Eröffnet wurde die Luftseilbahn am 1. April 1961, acht Monate vor der nach Shimoda führenden Izu-Kyūkō-Linie. Vom Bahnhof Izukyū-Shimoda ist die Talstation Shin-Shimoda (新下田) etwa hundert Meter entfernt. Von dort aus führt sie über den Fluss Inōzawa hinweg zur Bergstation Nesugatayama (寝姿山) auf dem gleichnamigen Aussichtsberg. Auf einer Länge von 540 m überwindet die Luftseilbahn einen Höhenunterschied von 156 m.
Bei der Anlage handelt es sich um eine Pendelbahn mit je einem Trag- und Zugseil in beiden Fahrtrichtungen. Die beiden Kabinen bieten Platz für je 39 Personen und bewegen sich mit einer Geschwindigkeit von 3,6 m/s fort. Üblicherweise ist die Bahn zwischen 8:45 Uhr und 16:45 Uhr in Betrieb, wobei ein Viertelstundentakt angeboten wird. Die Fahrtzeit beträgt dreieinhalb Minuten. Auf dem Nesugatayama bietet sich eine Panorama-Aussicht auf den Hafen von Shimoda, die Sagami-Bucht und den Pazifischen Ozean.